# Рейхскомиссар
Рейхскомисса́р (нем. Reichskommissar) — в Германии в 1871—1945 гг. полномочный представитель рейхспрезидента или имперского правительства.

## История
Сам термин появился во время революции 1848 года, когда рейхскомиссарами назывались уполномоченные представители так называемой «Временной центральной власти» на местах — эфемерного общегерманского правительства, созданного Франкфуртским парламентом и австрийским эрцгерцогом Иоганном Баптистом как «имперским викарием».
В кайзеровский и веймарский периоды так назывались имперские чиновники, ведавшие определенным кругом вопросов, например, «рейхскомиссар по эмиграции» в Гамбурге, рейхскомиссары, управлявшие колониями Германии до назначения постоянных губернаторов, рейхскомиссар для управления Данцигом до передачи города Лиге Наций в 1920 году, рейхскомиссар по восстановлению разрушенных территорий и т. п. В случае имперской экзекуции  рейхскомиссар осуществлял управление той из земель, которая ей подверглась до назначения нового правительства земли. Например, во время государственного переворота в Пруссии 20 июля 1932 года законное правительство Отто Брауна было заменено прямым президентским правлением в виде назначаемого рейхспрезидентом рейхскомиссара.
В нацистский период рейхскомиссары также исполняли де-факто министерские функции, подчинялись рейхсканцлеру, но не являлись членами (вначале не полностью контролировавшегося нацистами) имперского правительства (например, Герман Геринг был назначен рейхскомиссаром авиации), а также управляющие присоединяемыми территориями (Саара, Остмарки (Австрии), Судет) до назначения имперского наместника.

## Рейхскомиссариаты на оккупированных западноевропейских территориях
24 апреля—10 мая 1940 года на оккупированных западноевропейских территориях были образованы следующие рейхскомиссариаты:
- Норвегия (рейхскомиссары: 24 апреля 1940— 7 мая 1945 — Йозеф Тербовен, 7—8 мая 1945 — Франц Бёме).
- Нидерланды (рейхскомиссары: 10—20 мая 1940 — Фёдор фон Бок, 20—29 мая 1940 — барон Александер фон Фалькенхаузен, 29 мая 1940—5 мая 1945 — Артур Зейсс-Инкварт).
- Бельгия-Северная Франция (рейхскомиссары: 10 мая—1 июня 1940 — Карл Рудольф Герд фон Рундштедт и Фёдор фон Бок,1 июня 1940—18 июля 1944 — барон Александер фон Фалькенхаузен, 13 июля 1944—сентябрь 1944 — Йозеф Грое).

## Рейхскомиссариаты на территории СССР
При нападении на СССР, Гитлером была принята идея Альфреда Розенберга о разделении всех бывших советских территорий на пять рейхскомиссариатов:
- Остланд (страны Балтии, Беларусь и прилегающие к ней районы России);
- Украина (простиравшийся до Волги, Орла и Тамбова, но без Галиции);
- Кавказ (Кавказ и юг России);
- Московия (Центральная Россия, со столицей в Москве);
- Туркестан.

17 июля 1941 года Гитлер издал приказ «Об установлении гражданского управления на оккупированных восточных территориях». Хотя были назначены главы всех рейхскомиссариатов, кроме Туркестана (соответственно Генрих Лозе, Эрих Кох, Арно Шикеданц и Зигфрид Каше), фактически гражданское управление было установлено только в Остланде и с 1 сентября 1941 года — на Украине (частично). Рейхскомиссариаты Московия и Кавказ существовали только на бумаге, так как назначенная для них территория находилась в прифронтовой полосе и потому подлежала военному управлению. Туркестан не имел даже этого призрачного существования. При этом рейхскомиссариаты делились на генеральные округа во главе с генеральными комиссарами, а последние — на районы, во главе с районными комиссарами (в отдельных случаях из нескольких районов мог быть сформирован главный округ во главе с главным комиссаром). Рейхскомиссары назначались Гитлером и подчинялись лично рейхсминистру оккупированных восточных территорий А. Розенбергу (его министерство было учреждено тем же приказом от 17 июля).
Работа рейхскомиссаров осуществлялась в тесной связи с командующими немецкими войсками. Командующие помогали рейхскомиссарам в решении административных и политических задач. На рейхскомиссаров же возлагалось выполнение требований вермахта в области гражданского управления.

## Документы
- Приказ А.Гитлера о гражданском управлении во вновь оккупированных восточных областях